# Zachariasz Retor

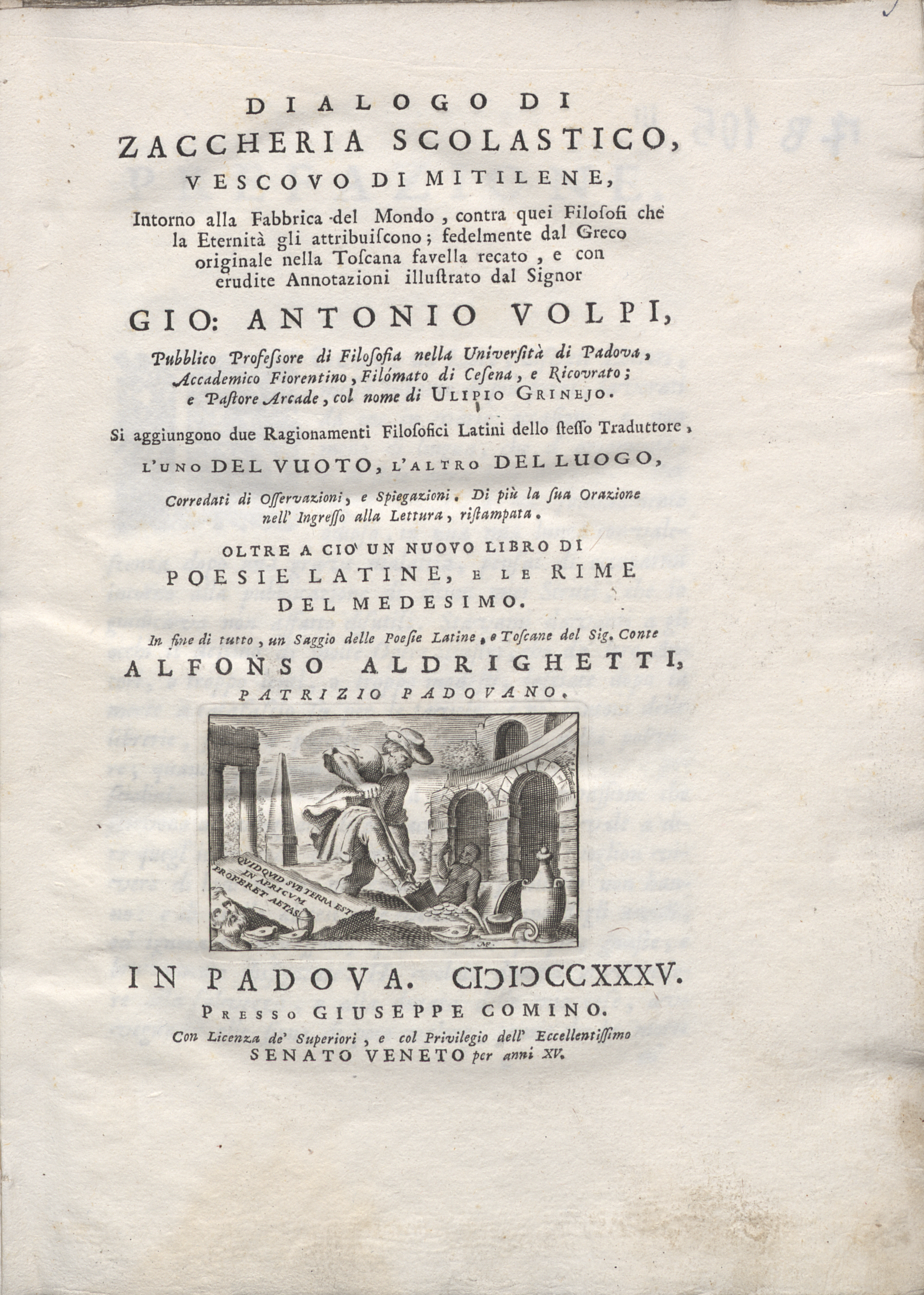
Ammonius

Zachariasz Retor także Zachariasz z Gazy lub Zachariasz Scholastyk (zm. przed 553) – bizantyński  pisarz, teolog, filozof, prawnik, historyk i retor.

## Życiorys
Zachariasz urodził się około połowy V wieku w Gazie. Był uczniem Piotra z Iberii, pomiędzy 485 a 487 rokiem studiował filozofię w Aleksandrii, u neoplatonika Amoniusza syna Hermiasza. Wykonywał praktykę adwokacką w Konstantynopolu lub w Berytos (stąd przydomek „Scholastyk”). Początkowo monofizyta, nawrócił się na ortodoksję. Został biskupem Mityleny na Lesbos. Wziął udział w soborze konstantynopolitańskim zwołanym przeciw monofizytom w 536 roku. Musiał umrzeć przed 553 rokiem skoro na soborze z 553 roku, jako biskup Mityleny, wymieniony jest Palladiusz.

## Twórczość
Zachariasz jest autorem biografii swego mistrza Piotra z Iberii i pustelnika Izajasza, a także zachowanego w języku syryjskim Żywota Sewera z Antiochii. Jest współautorem syryjskiej Historii świata doprowadzonej do roku 568/569. Spod jego pióra wyszły księgi od 3. do 6. dotyczące historii Kościoła w latach 450-490. Napisał je na życzenie urzędnika cesarskiego Eupraksiosa, który prosił go o poinformowanie o losach Kościoła od soboru chalcedońskiego. Wedle świadectwa Ewagriusza Scholastyka, wielokrotnie wyraża się w nim przychylnie o nestorianach. Z jego pisma Przeciw manichejczykom zachował się jedynie duży fragment.
W całości natomiast zachował się jego dialog Ammonios, w którym w formie rozmowy roztrząsa zagadnienie stworzoności świata, w dyspucie toczonej w kościele w Berytos pomiędzy Scholastykiem a Amoniuszem. Po śmierci Amoniusza Zachariasz zrewidował tekst dialogu dodając ekskurs w formie rozmowy z filozofem i medykiem Gesjuszem. Dialog mający formę platońską nie może być traktowany jako zapis historycznej rozmowy. Zachariasz obszernie cytuje w niej Platona i sofistów, a po argumenty sięga głównie do Teofrasta Eneasza z Gazy, Amoniuszowi raczej nieznanego. Zachariasz przedstawia szkołę Amoniusza jako miejsce walki pomiędzy chrześcijaństwem a pogaństwem. Z tej walki w dialogu Zachariasza zwycięsko wychodzi chrześcijaństwo, Amoniusz milknie zawstydzony.